# Gryllotalpa major
Gryllotalpa major је инсект из реда Orthoptera и фамилије Gryllotalpidae.

## Угроженост
Подаци о распрострањености ове врсте су недовољни.

## Распрострањење
Ареал врсте је ограничен на једну државу. 
Сједињене Америчке Државе су једино познато природно станиште врсте.

## Станиште
Станиште врсте су умерено травнати екосистеми, саване и жбуновита вегетација.